# Fanny Bloom
Fanny Bloom, de son vrai nom Fanny Grosjean, née le 20 mars 1986 à Saint-Télesphore, est une auteure-compositrice-interprète québécoise.

## Biographie
Fanny Bloom est originaire du petit village de Saint-Télesphore, en Montérégie, Québec. À l'âge de 12 ans elle déménage à Sherbrooke, ville de la province de Québec, au Canada. Elle est l'une des cofondatrices, avec Thomas Hébert et Julien Harbec, du trio musical La Patère rose. Fanny Bloom est alors étudiante en littérature au Cégep de Sherbrooke. Au sein de la formation fondée en 2008, elle était chanteuse-pianiste et autrice.
Elle se sépare de la formation musicale en 2011, et poursuit ensuite sa propre carrière solo. Elle travaille en collaboration avec le réalisateur et compositeur Étienne Dupuis-Cloutier.
En 2013, Bloom collabore avec Loud Lary Ajust sur la piste Cendres. Son deuxième album, Pan, sort au début de l'automne 2014, porté par le succès radiophonique de son premier extrait intitulé « Piscine ».
En 2021, elle lance un EP de reprises de Daniel Bélanger pour célébrer les 20 ans de l'album Rêver mieux.

## Discographie
- 2012 : Apprentie guerrière
- 2014 : Pan
- 2016 : Fanny Bloom
- 2018 : Liqueur
- 2023 : Holistique

## Distinctions
- Prix Félix 2012 : album alternatif de l'année [6]
- Nomination à l'ADISQ 2018 : auteur.e ou compositeur.rice de l'année[7]
- Nomination GAMIQ 2018 : chanson de l'année pour Nos Cœurs[8]
- Nomination GAMIQ 2018 : album de l'année pour Liqueur[8]
- Nomination GAMIQ 2019 : vidéoclip de l'année pour Jaser jaser[9]